# コジモ・デ・メディチ

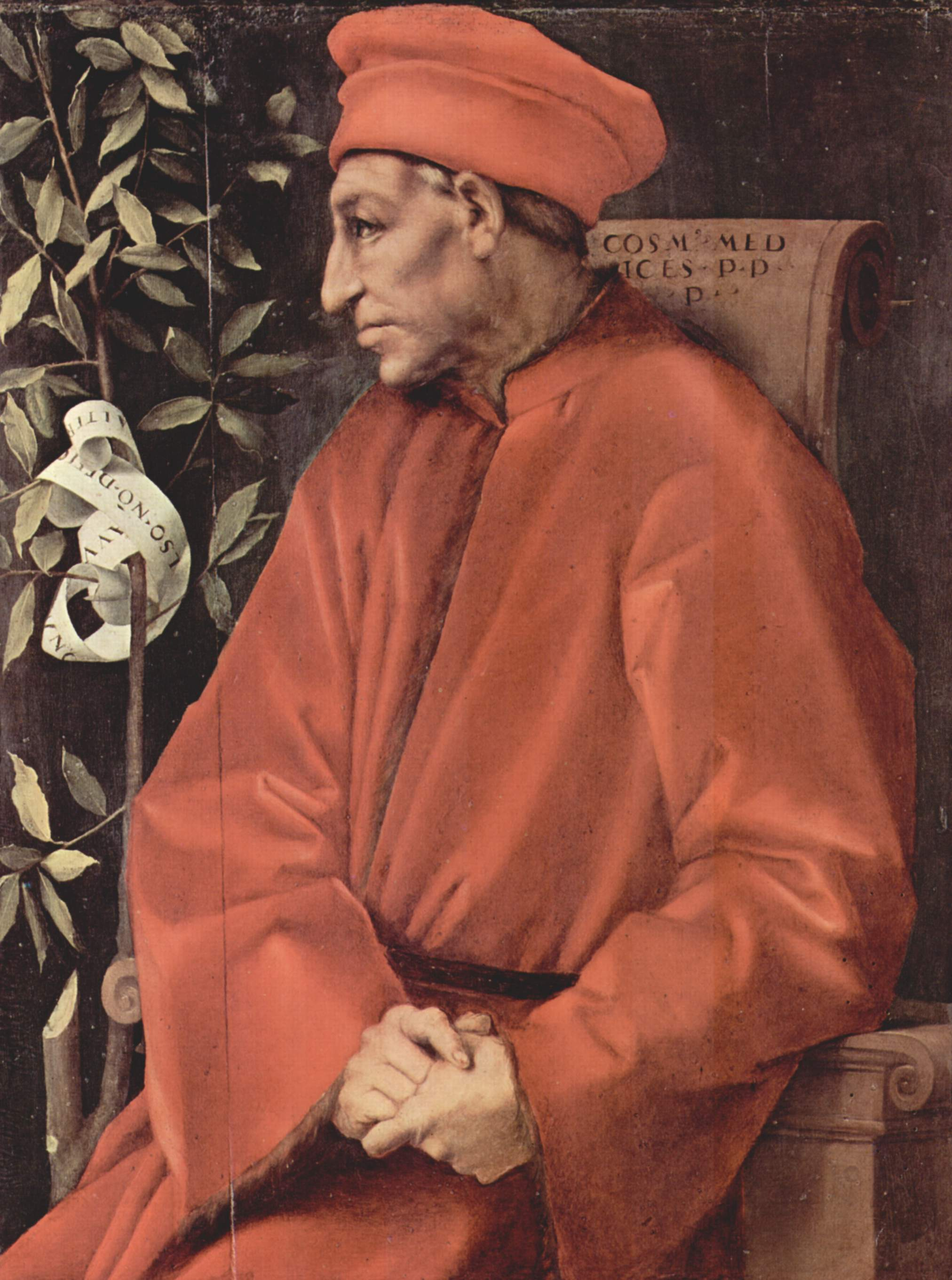
ヤコポ・ダ・ポントルモ『コジモ・イル・ヴェッキオの肖像』（1518 - 1519年）、ウフィツィ美術館

コジモ・デ・メディチ（Cosimo de' Medici, 1389年9月27日 - 1464年8月1日）は、フィレンツェ共和国（イタリア）の銀行家である。メディチ家のフィレンツェ支配を確立した。コジモはフィレンツェに納められた税金のおよそ65％を負担し、死後ローマ皇帝にならい、「祖国の父」「pater patriae」の称号を贈られた。通称コジモ・イル・ヴェッキオといわれる（イル・ヴェッキオ il Vecchio は老人の意）。

## 生涯
父ジョヴァンニの築いた銀行業を受け継ぎ、発展させた。1429年には父が亡くなり、メディチ家当主となる。1433年、政変が起こりフィレンツェを追放され、ヴェネツィアに逃れる。しかし翌年10月6日、反対派のアルビッツィ家が失脚・追放され、コジモはフィレンツェ共和国に帰還する。
対立の激しいフィレンツェ国内では、政治的に表面に出ることを避け、選挙制度を操作して政府をメディチ派で固めた。対外的には、イタリアの強国（ヴェネツィア、ミラノ、ナポリ）との勢力均衡を図り、ローマ教皇庁との結びつきを強めて、カトリック・東方教会合同のフィレンツェ公会議を開催した（1439年）。
ルネサンス期の重要なパトロンの一人としても知られ、美術ではフィリッポ・ブルネレスキ、ミケロッツォ、ドナテッロらを庇護した。また、古代ギリシャの哲学者プラトンの思想に心酔して、私的な学芸サークルプラトン・アカデミーの基礎を作り、人文主義者マルシリオ・フィチーノにプラトン全集の翻訳を行わせたことで、ルネサンス期にネオプラトニズム（新プラトン主義）を刻印した。
1464年夏、郊外の別荘で逝去。メディチ家当主は子のピエロが継承する。